# Castell de Merola
Castell de Merola, altrament Torre de Merola, és un antic castell del municipi de Puig-reig (Berguedà) declarat bé cultural d'interès nacional. Les ruïnes del castell són situades a tocar de l'església nova de Santa Maria de Merola, prop del camí ral i a la riba dreta de la riera de Merola.

## Descripció
Actualment només es conserva la paret de tramuntana de la torre d'homenatge, coneguda popularment amb el nom de la torre dels Moros. Es tracta d'una torre esberlada acabada amb merlets. Té una alçada de 4,95 m i el mur té 1,20 m de gruix. La construcció és de planta rectangular, gairebé quadrada, formada per tres pisos d'alçada, els dos primers coberts amb volta i el superior amb fusta. La torre era coronada amb merlets i s'hi accedia mitjançant dues portes, probablement d'arc de mig punt adovellat. L'aparell força regular i col·locat a filades denota una obra del segle xii. Bona part de l'aparell de la torre i de la fortificació foren aprofitats als segles posteriors per bastir les masies del terme de Merola.

## Restauració de la torre

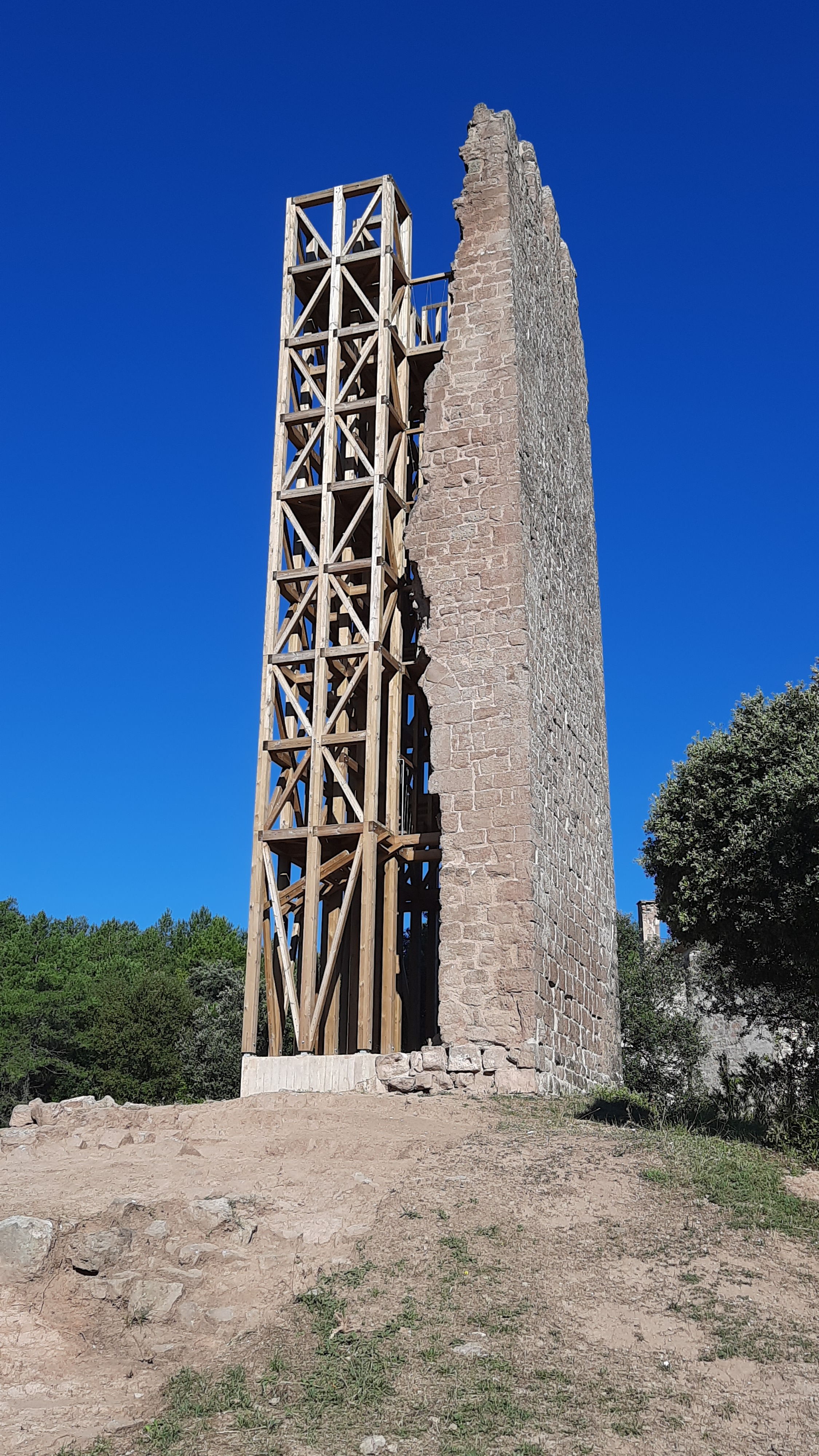
La torre restaurada (juliol 2020)

El juliol de 2019 es van presentar els treballs de restauració de la torre que va portar a terme l'ajuntament de Puig-reig amb el finançament de la Diputació de Barcelona. La restauració va consistir en la consolidació de l'única paret de la torre que queda dempeus, ja que la seva integritat estava en perill, i una estructura de fusta adjacent que ofereix una simulació de les dimensions originals i alhora permet que el visitant pugui pujar fins a dalt, on un mirador ofereix les vistes que tenia en la seva funció de torre de guaita. L'escala interior d'aquesta estructura de fusta té tres plataformes corresponent als tres pisos que tenia la torre. També s'han restaurat els merlets gòtics, únics a Catalunya. L'actuació ha tingut un cost total de 200.000 €, sufragats en bona part per la Diputació. Les obres han permès descobrir una muralla als peus de la torre, i l'Ajuntament confia que les obres de recuperació tindran continuïtat i permetran treure a la llum més restes.
Basant-se en el registre material de què es disposa i en les excavacions realitzades, es calcula que l'estructura va construir-se com a torre de defensa del castell de Merola entre el segle xiii i XIV per controlar el camí ral que comunicava les valls del Llobregat amb les del Cardener. També es contempla que la torre quedés parcialment destruïda pels terratrèmols que van afectar Catalunya el segle xv.

## Història
Merola és documentat com a fortalesa des del 983.
El lloc de Merola formava part del terme casteller de castell de Puig-reig en els segles IX i X, i era habitat per pagesos alouers. L'església romànica de Santa Maria de Merola ja és documentada el 1050. Es tenen notícies de la família dels senyors de Merola a partir de mitjan segle xi.
La família dels senyors de Merola apareix citada com a vicaris del Castell de Puig-reig i protectors del monestir de Sant Pere de la Portella. Al segle xii augmentà el seu protagonisme; Bernat de Merola, un dels membres més actius, fou amic de Guillem de Berguedà, el trobador, i s'enfrontà repetidament amb el bisbe de Vic. Es casà amb Berenguera de Joval, amb la qual cosa augmentà considerablement el seu patrimoni amb castells com el d'Olius, Joval i Lavit. Probablement fou Bernat de Merola qui feu construir la torre i la fortalesa. El seu net, Bertran de Merola es va vendre el patrimoni familiar a Pere d'Olvan (1225). A finals del segle xiii els dominis del castell van passar als senyors de Berga. Posteriorment, totes les possessions dels senyors de Berga, juntament amb el comtat del Pallars, van esdevenir, per adquisició, possessions del rei.
El 1363, la reina Elionor, muller de Pere II, va vendre al mercader Pere Fresc de Berga el castell de Merola, juntament amb altres possessions i esglésies.

## Llegenda del cavaller de Merola
Joan Amades recull una llegenda sobre el cavaller de Merola: Quan el rei Jaume I el Conqueridor va conquerir València, a Barcelona, en saber-se la notícia de la rendició de la ciutat, va haver-hi una gran alegria al palau, i la reina i les principals dames mullers i filles dels cavallers que estaven a la campanya es van entusiasmar per a anar a València i donar una sorpresa a llurs marits i pares. I així ho van fer. Portades per l'entusiasme regnant entre la nostra gent, van voler arribar al límit de lloc que s'havia fixat com a frontera amb els moros, per tal de veure la mala carota que feien els sarraïns, i sense dir res a ningú van organitzar una llarga cavalcada que va anar-se'n terres enllà. Quan menys s'ho podien pensar, es van trobar voltades de moros que se'ls van abraonar, i segurament que les haurien fetes presoneres i les haurien mortes si no hagués estat per la diligència i el braó del cavaller de Merola, que es va adonar de l'entremaliadura i, acompanyat d'un estol de valents homes, va seguir la cavalcada de la vora per conjurar qualsevol possible contratemps. Per fer fugir els moros els guerrers van haver de lluitar molt aferrissadament.
Quan el rei Jaume i els altres cavallers interessats van saber el que havia passat, van tenir un gran disgust, sobretot de pensar el dol que hauria entelat la gran victòria si la reina i les dames més principals haguessin caigut en mans dels moros. El rei va cridar el cavaller de Merola i li va dir que se sentia obligat amb ell, que demanés allò que volgués, que li fóra concedit, fos el que fos, puix que per al rei no hi havia res impossible. El de Merola no s'atrevia a demanar, i, davant de la insistència del rei, li digué que, allò a què ell aspirava, el rei no li ho voldria donar. El rei es va picar i li repetí que demanés allò que volgués, perquè per a un rei no hi havia res impossible. El senyor de Merola li va demanar una de les cinc barres que aleshores tenia l'escut reial de Catalunya. Efectivament, el rei va trobar que era molt demanar; però, com que la paraula de rei no torna enrere, i li havia promès donar-li allò que demanés, li va concedir el que volia.
Des d'aleshores que l'escut de Catalunya, que tenia cinc barres o pals, va tenir-ne només quatre. L'escut del cavaller i senyor de Merola, que feia unes aigües, va ostentar enmig un pal vermell de sang, com el de l'escut de Catalunya, concedit pel gran rei Jaume.